# روزی که به کیوپید شلیک کردم
روزی که به کیوپید شلیک کردم: سلام، اسم من جنیفر لاو هیوت است، یک معتاد به عشق (معمولاً" با نام خلاصه ی روزی که به کیوپید شلیک کردم شناخته می شود) نام کتاب پرفروشی از جنیفر لاو هیوت در ارتباط با دوستیابی است. این کتاب از تجربیات شخصی هوییت در زمینه ی دوستی می گوید و به مردان و زنان در مورد روابط احساسی و آنچه در شریک زندگی باید جستجو کنید ، مشاوره می دهد. 

## توسعه
هیوت در رسانه ها اغلب به عنوان یک "قرارگذار سریالی" توصیف می شود و پس از چندین رابطه ی رسانه ای شده ، شایعات و شکست های عاطفی و اعلام کرد که هدفش نوشتن کتابی در زمینه ی روابط عاطفی بوده است. وی عنوان کرد که هدفش ثبت دقیق جزئیات روابطش و گفتگویی صادقانه و شخصی در ارتباط با شایعات بوده. او گفته است که می خواست رکورد را مستقیماً بر زندگی عشق خود تنظیم کند و در مورد شایعات به روشی شخصی و صادقانه صحبت کند. در مصاحبه ای هیوت عنوان کرد که نام کتاب پس از تحقیقاتی در ارتباط با خدای عشق ( کوپید ) به ذهنش رسیده، وی پی برد که بر اساس اسطوره اصلی ، پس از تمسخر از جانب عشق ، کوپید برای اینکه مردم را عاشق کند به آنها تیراندازی نمی‌کند، او با تیری زهرآگین به آن ها شلیک می کند تا عشقشان را از بین ببرد. هیوت احساس کرد که باید برای متوقف کردن کوپید به او شلیک کند. 
در زمان نگارش کتاب ، هیویت با جیمی کندی , یکی از ستارگان سریال Ghost Whisperer در ارتباط بود. جیمی یکی از فصل های کتاب را نوشته است، در بخشی از آن اشاره می کند که مردان معمولاً" زنان با برامدگی و باسن های خوش فرم را ترجیح می دهند، احتمالاً" این تلافی جنجال های رسانه ای در سال 2007 در ارتباط با وزن هیوت مطرح شده است .   او و کندی درست پیش از آغاز تورهای تبلیغاتی و حضور در برنامه های مرتبط با معرفی کتاب، رابطه ی یک ساله ی خود را به پایان رساندند.  او در برخی از مصاحبه های تبلیغاتی درباره این موضوع به شوخی گفت: "زمان بندی ایده‌آلی نبود. این هم کتاب دوستیابیم، و من مجرد هستم. » 

## طرح جلد
در تصویر جلد نسخه کارتونی از هویت که با لباس براق به تن دارد و زانو زده است به چشم می خورد. عنوان هنری کتاب، یک کوپید سقوط کرده بروی کلمه ی هم نام خودش در حالی که پس از آنکه پیکان استعاری هیوت به پشتش اثابت کرده را نشان می دهد. در جلد پشتی تصویری از جنیفر و در فلپ های جلو و پشت به ترتیب به بیان خلاصه ای از کتاب و شخصیت هیوت اختصاص داده شده است. 

## تبلیغات
هیوت کمپین تبلیغاتی بزرگی را پیش از انتشار کتاب آغاز کرد. وی در بسیاری از شبکه های تلویزیونی و گفتگوهای تلویزیونی در ایالات متحده حضور پیدا کردو در مصاحبه هایش تأکید داشت که "علیرغم تصور ذهنی پیش داورانه ی شما و آنچه دیگران در ارتباط با من نوشته‌اند ، من فقط یک دختر مثل شما هستم. " 
هیوت در زمان تبلیغات کتابش در ماه ژانویه 2010 ، در مصاحبه ای با لوپز امشب ، به فصلی از کتاب که به " vajazzling " (تزئین واژن با کریستال یا بدلیجات) اختصاص داده شده است اشاره کرد. او گفت خیلی "بامزه" به نظر میاد، و در ادامه اعلام کرد که در حاضر با کریستال هایی به رنگ "صورتی داغ" Vajazzle کرده و این کار را به خانم های دیگه نیز توصیه کرد تا ببیند این عمل تا چه حد اعتماد به نفسشان را افزایش می دهد. با وایرال شدن ویدئوی این مصاحبه این موضوع به یکی از مباحث داغ اینترنتی بدل شد، کار به پوشش رسانه ای کشانده شد و روز بعد اصطلاح vajazzling به یکی از پر جستجوترین کلمات در گوگل بدل شد.  

## پذیرایی
این کتاب در مجموع از منتقدانش نمره ی قبولی گرفت. Helium.com برای این کتاب تفسیر مثبتی نوشت و در مقاله اش عنوان داشت: "کتاب جنیفر لاو هیوت دستورالعمل های خوبی را برای افراد پیشنهاد می دهد تا بتوانند پیش از تلاش برای پایه ریزی ارتباطشان، خواسته هایشان از یک رابطه را شفاف و روشن کنند". Talesofwhimsy.com با بیان اینکه این کتاب "جذاب ، صادق ، غریب و واقعی" است ، افزود: "این کتاب بسیار سرگرم کننده است. من یک نسخه برای میز قهوه و پسر عموی مجردم می خوام ". Crushable.com نقدهای ممختلفی به کتاب کرد، با ذکر اینکه هیوت یک نویسنده ساده و وحشتناکی است - این را فراموش نمی‌کنیم - اما او به نکات خوبی اشاره می کند". این کتاب پس از انتشار از نظر تجاری بسیار موفق بود و طی یک هفته به پرفروش ترین نیویورک تایمز تبدیل شد. 

## دنباله
در ژوئن سال 2011 ، هویت از طریق حساب توییتر خود تأیید کرد که در حال نوشتن کتاب دیگری است. اگرچه جزئیات خاصی بیان نشد ، وی اظهار داشت که نوشتن "به خوبی پیش می رود" و اینکه از انجام این پروژه هیجان زده است. 